# Heorot

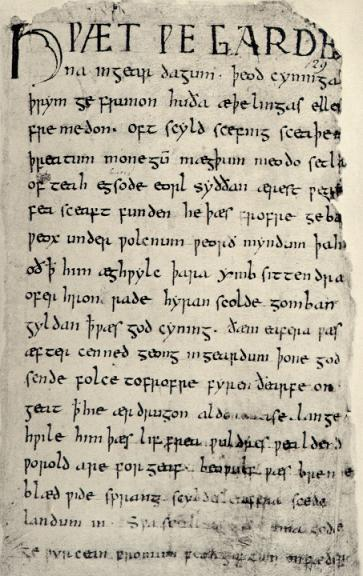
Die erste Seite des Beowulfmanuskriptes

Als Heorot oder Herot wird die Met- oder Festhalle des Königs Hrothgar in dem angelsächsischen Heldenepos über Beowulf bezeichnet. Hrothgar war ein legendärer dänischer König, der nach der Überlieferung im 6. Jahrhundert gelebt haben soll.

## Hintergrund und Beschreibung
Heorot als Name für die Halle bedeutet übersetzt „Halle des Hirsches“ (Englisch: „Hall of Hart“), diese Bezeichnung findet sich noch in vielen Ortsnamen in Großbritannien. Diese wird von dem unbekannten Verfasser im Beowulf als „die erste Halle unter dem Himmelszelt“ bezeichnet und diente Hrothgar als Königssitz und Versammlungshalle. Diese Halle wird in dem Epos von Beowulf gegen den dämonischen Unhold Grendel verteidigt.
In der Stabreimdichtung des Beowulf wird die Halle in der Übersetzung wie folgt beschrieben:
| Englisch | Deutsch |
| --- | --- |
| Then, as I have heard, the work of constructing a building Was proclaimed to many a tribe throughout this middle earth. In time – quickly, as such things happen among men – It was all ready, the biggest of halls. He whose word was law Far and wide gave it the name ‘Heorot’.:Z. 74–79 | Dann, so wie ich gehört habe, wurde ein Werk, die Errichtung eines Gebäudes Für manch einen Stamm in dieser Mittelerde verkündet. In einer Zeit – schneller als solche Dinge geschehen, unter den Menschen – War alles errichtet, die größte der Hallen. Er, dessen Wort Gesetz war Weit und breit, gab ihr den Namen ‘Heorot’ |
| The men did not dally; they strode inland in a group Until they were able to discern the timbered hall, Splendid and ornamented with gold. The building in which that powerful man held court Was the foremost of halls under heaven; Its radiance shone over many lands.:Z. 306–311        | Die Männer trödelten nicht, sie schritten landeinwärts in einer Gruppe Bis sie die hölzerne Halle erkennen konnten, Prachtvoll und verziert mit Gold. Das Gebäude, in welchem der mächtige Mann hielt Hof War die vorderste (erste) aller Hallen unter dem Himmel; Ihr Glanz erstrahlte über viele Länder.                     |

Die herrliche Methalle Heorot König Hrothgars wird seit Jahren des Nachts von dem boshaften Monster Grendel heimgesucht, das seine Krieger verschlingt und die Halle verwüstet. Da kommt unerwartet der Jüngling Beowulf mit einigen Getreuen zu Hrothgar und bietet an, ihn von Grendel zu befreien. Hrothgar begrüßt Beowulf mit einem Fest in seiner Halle. In der Nacht kommt Grendel aus dem Moor, reißt die schweren Türen auf und verschlingt einen der schlafenden Goten. Beowulf ergreift Grendel, der sich aus diesem Griff nur befreien kann, indem er sich den Arm abreißt und tödlich verwundet flieht. Dieser Sieg wird in der Heorot gebührend gefeiert. Doch in der folgenden Nacht erscheint die Mutter Grendels, um ihren Sohn zu rächen. Beowulf tötet auch sie und wird von Hrothgar daraufhin in der Halle fürstlich mit acht mit vergoldeten Kopfbedeckungen geschmückten Pferden entlohnt.:Z. 1035–1037 Die Heorot fungierte sowohl als Regierungssitz des Königs als auch als Aufenthalt seiner Thanes (Krieger, Gefolgsleute). Sie symbolisiert die menschliche Zivilisation und Kultur sowie die Macht des dänischen Königs – im Wesentlichen all die guten Dinge in der Welt des Beowulf. Ihre Helligkeit, Wärme und Freude bildet einen Kontrast zu der Dunkelheit und dem sumpfigen Gewässer, das Grendel bewohnt.

## Lokalisation von „Heorot“

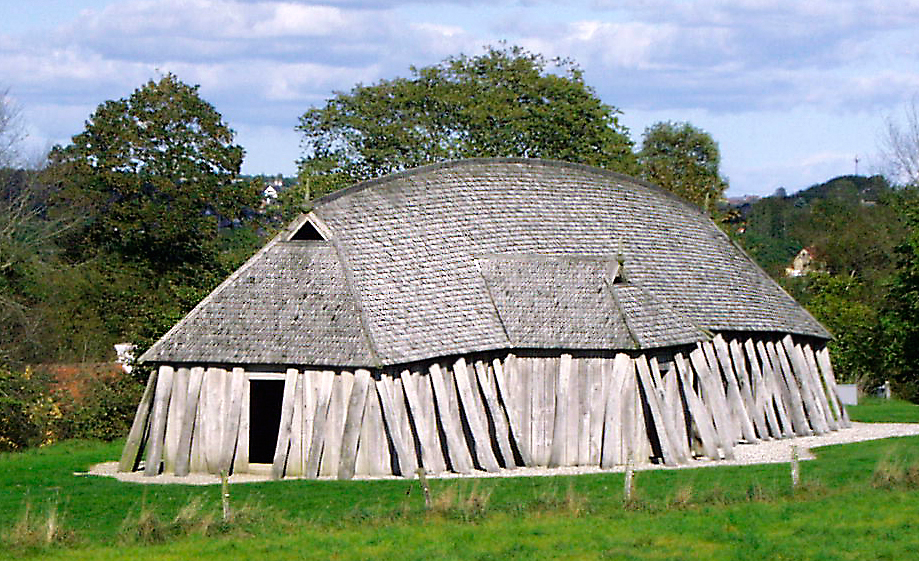
Rekonstruktion eines Langhauses aus der Wikingerzeit (28,5 m) in Fyrkat

Die moderne Forschung sieht das Dorf Lejre in der Nähe von Roskilde als den Ort an, wo die Halle Heorot gestanden hat. In skandinavischen Quellen wird Heorot als Entsprechung zu Hleiðrargarður angesehen, der Halle König Hroðulfs (Hrólfr Kraki), von dem in der Hrólfs saga kraka berichtet wird. Diese Halle befand sich wohl in Lejre. Schon die mittelalterlichen Chronisten Saxo Grammaticus und Sven Aggesen vermuteten, dass Lejre die Hauptresidenz von König Hrothgars Sippe, den Skjöldungen, war (in dem Gedicht „Scyldinge“ genannt). Die Überreste eines Wikingerhallenkomplexes wurden 1986 bis 1988 südwestlich von Lejre von Tom Christensen, einem Mitarbeiter des Museums Roskilde, freigelegt. Die hölzernen Fundamente wurden mittels der C14-Datierung auf das Jahr 880 datiert. Im Zuge der Grabungen wurde festgestellt, dass dieses Gebäude über einer älteren Halle errichtet wurde, die auf das Jahr 680 datiert wurde. In den Jahren 2004 bis 2005 legte Christensen eine dritte Halle frei, die sich nördlich der anderen befindet. Diese wurde in der Mitte des 6. Jahrhunderts errichtet. Alle drei Hallen hatten eine Länge von rund 50 Metern.
Fred C. Robinson ist ebenfalls dieser Ansicht: „Hrothgar (später Hrothulf) regierte von einer königlichen Siedlung aus, deren Position mit großer Wahrscheinlichkeit in dem modernen dänischen Dorf Lejre als die tatsächliche Lage der Halle Heorot festgemacht werden kann.“ Im Jahr 2007 ist eine weitere Veröffentlichung mit Bezug zu dem Dorf Lejre und seiner Rolle im Beowulf von Marijane Osborn und John Niles mit dem Titel Beowulf and Lejre erschienen.

## Rezeption
Die Halle oder der Name Heorot wird verwendet:
- Ein Lied von Centhron mit gleichlautendem Namen
- Die Legende von Beowulf – Film aus dem Jahre 2007
- Grendel eine Novelle aus dem Jahr 1971 von John Gardner
- Im Videospiel Grendel’s Cave.
- „The Heorot“ ist der Name eines Pubs in Muncie (Indiana), der weltweit mehr als 70 Sorten Fassbier und 350 Flaschenbiere vertreibt.
- „Chi Heorot“, eine studentische Vereinigung des Dartmouth College in Hanover, New Hampshire, ist nach dieser Halle benannt.[11]
- Der Science-Fictionserie Heorot von Steven Barnes, Jerry Pournelle and Larry Niven
  - The Legacy of Heorot. 1987.
  - Beowulf’s Children. 1995.
- In The Sorrow of Odin the Goth einer Geschichte in Poul Andersons Buch Time Patrolman.